# Jauge de Lorenz
Pour les articles homonymes, voir Jauge.
 (mars 2021).
Si vous disposez d'ouvrages ou d'articles de référence ou si vous connaissez des sites web de qualité traitant du thème abordé ici, merci de compléter l'article en donnant les références utiles à sa vérifiabilité et en les liant à la section « Notes et références ».
La jauge de Lorenz est une condition que l'on peut introduire en électromagnétisme ; cette condition tient son nom du physicien danois Ludvig Lorenz (elle est souvent attribuée au physicien Hendrik Lorentz, probablement en raison de son invariance sous les transformations de Lorentz). L'introduction de la condition impose un lien entre le potentiel scalaire et le potentiel vecteur associés aux champs électrique et magnétique ; les composantes du potentiel vecteur et le potentiel scalaire forment alors le quadrivecteur potentiel. Cette jauge particulière s'est avérée pratique, permettant une description totalement relativiste de l'électrodynamique.

## Forme générale
La relation définissant ce choix de jauge est la suivante :
Son origine provient du fait que disposant des équations de Maxwell, on montre que la propagation des champs {\textstyle {\vec {E}}} et {\textstyle {\vec {B}}} dans le vide vérifie l'équation de d'Alembert (voir établissement de l'équation de propagation à partir des équations de Maxwell).
Avec ce choix de jauge, on peut montrer que le potentiel scalaire {\displaystyle V} vérifie lui aussi l'équation de d'Alembert :
Tout d'abord, l'équation de Maxwell-Faraday s'écrit :
d'où {\textstyle \nabla \wedge ({\vec {E}}+{\frac {\partial {\vec {A}}}{\partial t}})={\vec {0}}} ; donc {\textstyle {\vec {E}}+{\frac {\partial {\vec {A}}}{\partial t}}} est un gradient et pour être cohérent avec l'expression en statique {\textstyle {\vec {E}}=-\nabla V}, il faut :
L'équation de Maxwell-Gauss (avec une densité de charge {\displaystyle \rho } nulle) devient alors :
donc {\textstyle -{\frac {\partial }{\partial t}}(\nabla \cdot {\vec {A}})-\nabla \cdot (\nabla V)=0.}
Il faut donc poser {\textstyle \nabla \cdot {\vec {A}}=-\mu _{0}\epsilon _{0}{\frac {\partial V}{\partial t}}} (c'est la jauge de Lorenz) pour avoir :
De plus, on constate que cette jauge permet aussi au potentiel vecteur {\displaystyle \scriptstyle {\vec {A}}} de vérifier l'équation de d'Alembert. Il suffit d'écrire que :
or {\displaystyle {\vec {\mathrm {rot} }}{\vec {A}}={\vec {B}}} alors avec Maxwell-Ampère dans le vide (donc le vecteur densité de courant {\displaystyle {\vec {j}}} est nul) :
or on a toujours : {\displaystyle {\vec {E}}=-\nabla V-{\frac {\partial {\vec {A}}}{\partial t}}} donc
Par conséquent avec la jauge de Lorenz, {\displaystyle \nabla \cdot {\vec {A}}+\mu _{0}\epsilon _{0}{\frac {\partial V}{\partial t}}=0}, {\displaystyle {\vec {A}}} vérifie l'équation de d'Alembert :
La jauge de Lorenz est donc la condition sur les potentiels (vecteur et scalaire) pour qu'ils se déplacent de la même manière que les champs {\displaystyle {\vec {E}}} et {\displaystyle {\vec {B}}}. Dans le cas général, où les distributions de charge et de courant ne sont plus nécessairement identiquement nulles, les potentiels scalaire et vecteur vérifient l'équation de d'Alembert inhomogène :
Ces équations évoquent explicitement que sous la jauge de Lorenz, les potentiels électromagnétiques sont intimement liés par l'intermédiaire du formalisme de la relativité restreinte. En effet, ils sont traités, par rapport au temps et à l'espace, exactement comme sous la métrique de Minkowski (le d'alembertien {\displaystyle \Box } est le produit scalaire minkowskien du quadrivecteur gradient avec lui-même).
Les solutions explicites des potentiels scalaires et vecteurs sont les suivantes (elles vérifient les équations de d'Alembert inhomogènes et l'équation de condition de la jauge de Lorenz et sont donc uniques par le théorème d'unicité) :
Ces potentiels dépendent explicitement du temps. Dans leurs évaluation, il faut intégrer sur chaque point {\displaystyle {\vec {r}}'} de l'espace à un temps retardé {\displaystyle t'}, par rapport au temps {\displaystyle {\ce {t}}} auquel les potentiels sont évalués, de la durée qu'un signal lumineux prend pour parcourir la distance entre le point {\displaystyle {\vec {r}}'} et le point {\displaystyle {\vec {r}}} auquel est évalué les potentiels. Pour cette raison, les potentiels électromagnétiques, formulés dans la jauge de Lorenz, sont appelés potentiels retardés. Ils ne sont guère surprenants considérant que la théorie de la relativité restreinte, qui implique qu'aucune information ne peut se propager plus rapidement que la lumière dans le vide, est bâtie à partir de l'électromagnétisme.

## La jauge de Coulomb
Un autre choix de jauge apparaît possible ; il s'agit de la jauge de Coulomb :
qui mène directement à l'équation de Poisson électrostatique, {\displaystyle \nabla ^{2}V=-{\dfrac {1}{\epsilon _{0}}}\rho }. Cette jauge est très utilisée en physique atomique et moléculaire et dans le cas de distributions statiques de charge et de courant.